# Batalla de Sinope
La batalla de Sinope (o Sinop) fue una batalla naval que tuvo lugar el 30 de noviembre de 1853, dentro del puerto de Sinope, en el norte de Turquía, durante la guerra de Crimea (1853-1855). Está considerada como la última gran batalla de la marina a vela y fue el primer combate mayor del conflicto.

## Antecedentes
Después de algunas semanas, muchas escaramuzas habían enfrentado a las flotas rusa y otomana en el mar Negro (combate de Pitsunda). Los turcos decidieron reforzar su dispositivo en la región y muchas escuadras fueron enviadas a la zona, como la del almirante Osman Pacha, que fondeó en Sinope, sumándose a la fragata Kaid Zafer, que había realizado una anterior patrulla y se encontraba allí. 

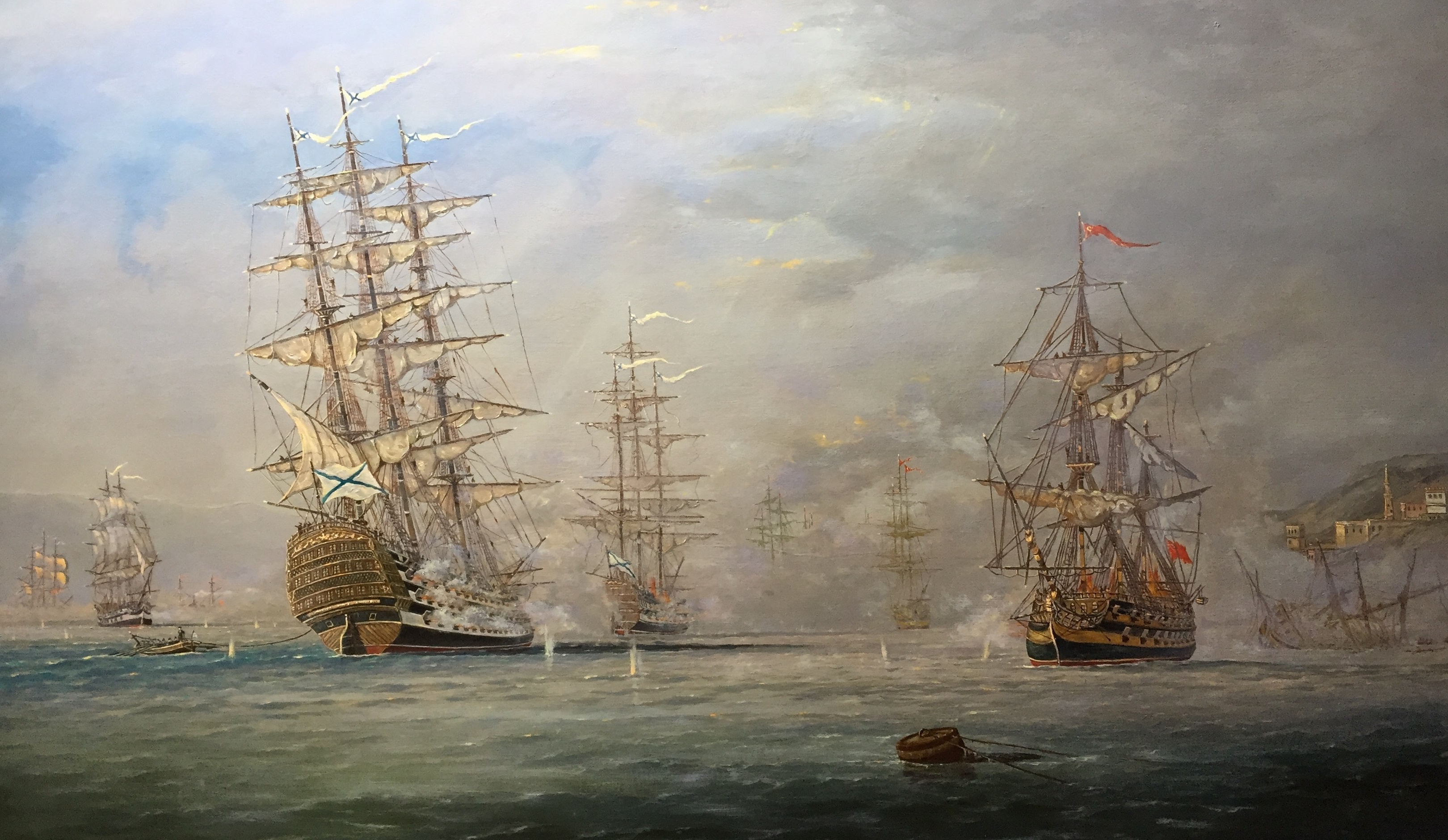
Vladimir Kosov. Batalla de Sinop.1853

Una corbeta a vapor (probablemente la Taif) llegó poco después a engrosar la flota otomana. Los turcos habrían igualmente deseado enviar unos navíos de línea a Sinope, pero fueron disuadidos por el embajador británico en servicio en Constantinopla. En efecto, el Reino Unido y Francia sostenían al Imperio otomano contra Rusia pero no querían la guerra; cuando observaron que, de cualquier forma estallaría, hicieron todo lo posible para que Rusia fuese el origen del casus belli.

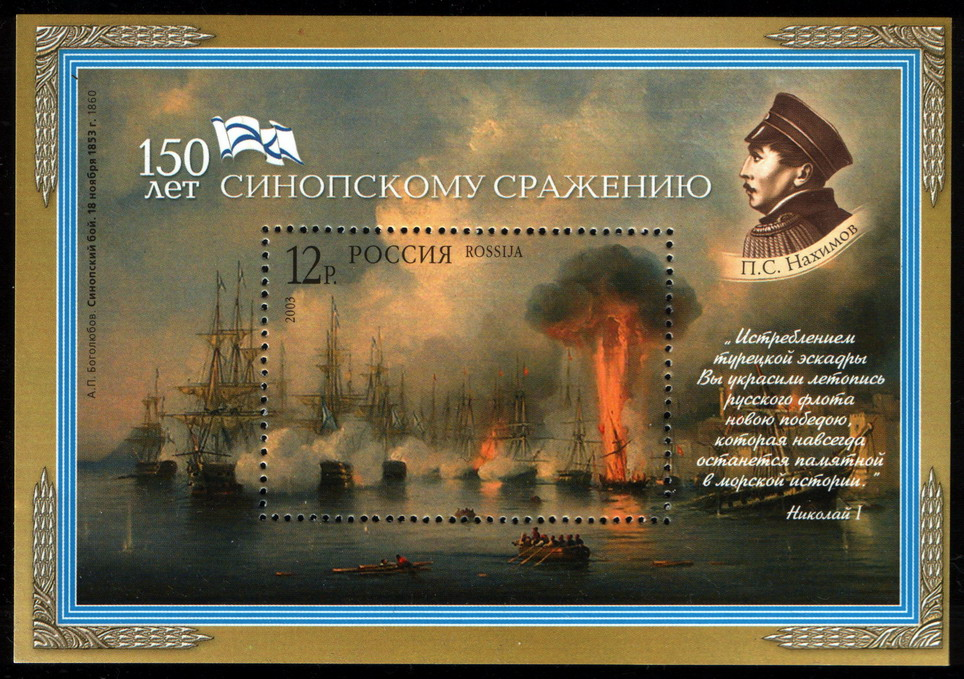
Sello de Rusia, Batalla de Sinope, 2003 (Michel N.º 1128, Scott N.º 6800)

## La batalla
La flota rusa, mandada por el almirante Pável Najímov, penetró en el puerto de Sinope en formación de dos líneas, compuestas por 3 navíos de línea cada una y fondeó frente a la línea otomana.
La batalla duró una hora. Los rusos utilizaron obuses explosivos Paixhans para destruir los navíos otomanos, y sólo la Taif escapó al desastre y logró regresar a Constantinopla el 2 de diciembre, perseguida por los vapores rusos.

## Consecuencias
La batalla condujo a Francia y al Reino Unido a declarar la guerra a Rusia, a principios del año 1854, a fin de sostener al Imperio otomano.

## Orden de batalla
- Imperio ruso
  - Navíos de línea
    - Veliky Kniaz Konstantín - 120 cañones
    - Tri Sviatítelia - 120 cañones
    - Parij - 120 cañones (Vicealmirante)
    - Imperatritsa Maria - 84 cañones (Almirante)
    - Tchesma - 84 cañones
    - Rostislav - 84 cañones

  - Fragatas
    - Koulevtcha - 54 cañones
    - Kagoul - 44 cañones

  - Vapores
    - Odessa - 4 cañones
    - Krym - 4 cañones
    - Khersones - 4 cañones

- Imperio otomano
  - Fragatas
    - Avni Illah - 44 cañones
    - Fazl Illah - 44 cañones (originalmente la Rafail, capturada durante la guerra de 1828-1829)
    - Nizamieh - 62 cañones
    - Nessin Zafer - 60 cañones
    - Navek Bahri - 58 cañones
    - Damiat - 56 cañones (egipcia)
    - Kaid Zafer - 54 cañones

  - Corbetas
    - Nejm Fishan - 24 cañones
    - Feyz Mabud - 24 cañones
    - Kel Safid - 22 cañones

  - Corbetas a vapor
    - Taif - 12 cañones
    - Erkelye - 10 cañones

## Listas relacionadas
- Anexo:Batallas del siglo XIX